# Bouchegouf
 (juin 2009).
Si vous disposez d'ouvrages ou d'articles de référence ou si vous connaissez des sites web de qualité traitant du thème abordé ici, merci de compléter l'article en donnant les références utiles à sa vérifiabilité et en les liant à la section « Notes et références ».
Bouchegouf est une commune de la wilaya de Guelma en Algérie,

## Géographie
La ville de Bouchegouf est située à 35 kilomètres de Guelma, à 58 kilomètres de Annaba et à 42 km de Souk Ahras et à 91 km de El Taref et à 560 kilomètres de la capitale Alger, soit une heure d'avion et 6 heures par autoroute et à 299 km de la capitale tunisienne,Tunis est enfin à 85 kilomètres de la frontière tunisienne.
Bouchegouf est la troisième ville de la wilaya de Guelma, après le chef-lieu  Guelma puis Oued Zenati ; elle s'étale sur une superficie de 121,75 km2, sa population est estimée à environ 26 686 habitants [Quand ?].

## Toponymie
Durant la colonisation française, la ville portait le nom de Duvivier.

## Archéologie
La région de Bouchegouf, l’ancienne Niniba, recèle une quarantaine de sites archéologiques, datant des époques préhistorique, protohistorique, numide, romaine et byzantine. Ces sites comprennent des tombes protohistoriques (dolmens, tumulus), exploitations agricoles, huileries, tombes associées à des fermes, traces de voies romaines, restes de ponts.
En dehors de la découverte d’une hache polie et une pointe de lance récemment trouvée au lieu-dit Gafeza, l’époque préhistorique présente une carence en matière de documentation et d’études.
L'époque protohistorique, dont les traces sont peu nombreuses, comprend la nécropole du Nador, qui s'étend sur une vaste superficie sur le flanc de la montagne exposé à l'Est, ainsi qu'un autre groupe mégalithique, composé de dolmens et de stèles libyques à l’extrémité du djebel Grine, près de la Mechta de Fedj-Abdallah. Dans la région de Sedjerma, il y a des caveaux taillés dans le roc. À Gafeza, une gravure rupestre représente un lion.
De même, l’époque préromaine est riche de témoignages en pierres tumulaires avec inscriptions libyques et bilingues (latin et libyque), publiées dans le Recueil des inscriptions Libyques, no 446, 447, 448, 449. La stèle no 451 à Bouchegouf présente deux inscriptions parallèles : une libyque et l’autre punique.
L'époque romaine est caractérisé par les deux voies romaines signalées dans la tabula Peutingeriana :
- la première impériale, de Hippo Regius (Annaba) vers Tipaza (Tifeche) par le vicus Juliani, et dont témoignent les restes d’un pont romain sur la Seybouse ;
- la seconde va d'Hippone (Annaba) à Thagaste (Tebessa) en passant aussi par Bouchegouf.

À Medjez-Sfa, on note des ruines romaines ; parmi des vestiges importants sur la rive gauche de l’oued Melah, on a trouvé l’inscription d’un esclave d’un domaine. Au lieu-dit Zattara à Kef bou Zioun, parmi la dizaine d'inscriptions latines trouvées dans cette localité, l'une d'elles, très importante, indique le statut administratif en tant que municipe. À Koudiet el Batoum, on a trouvé un grand cimetière antique, des tombes taillées dans le roc (fosses de forme anthropoïde), des sarcophages, et pierres tumulaires avec inscriptions. Au lieu-dit Debidib (ferme), ruine romaine d'une grande ferme ; bains et citernes. À Zaouiat el Guelaa, près de la halte de l'oued Frarah, rive droite de la Seybouse, sur un mamelon que la rivière contourne deux vastes enceintes au sommet, un fortin rectangulaire, le tout en bloc bruts sans mortier.

## Aperçu géologique
La région de Bouchegouf  est montagneuse, d'altitude moyenne d'environ 500 m, son aspect correspondant à la monotonie des formations géologiques qui le constituent. Les 9/10e du territoire sont formés par les argiles et grès du Numidien ; ce sont eux qui donnent les immenses étendus forestières des Béni Salah et des Ouled Bechia.
Sur le bord occidental, l'oued Seybouse traverse en cluse ces formations numidiennes. L'altitude du fond de sa vallée varie entre 29 et 107 m, en amont du confluent de l'oued Mellah. On trouve une série de terrasses alluviales étagées jusque vers 150 m. Celles-ci sont particulièrement développées entre Bouchegouf et Boudaroua. Dans le coin Sud-ouest, à l'intérieur de l'angle formé par l'oued Seybouse et l'oued Mellah se trouve l'extrémité septentrionale du grand dôme triasique du djebel Nador-Laverdure.
Les forêts de Béni Salah sont un terrain d’élection du chêne-liège et du chêne-zenn, des oliviers, variété qui reflète un contexte géomorphologique important  en ressources naturelles, facteur essentiel pour les établissements antiques. Le statut juridique de ce secteur comme réserve naturelle favorise une bonne documentation archéologique (échantillons bien conservé).
Le grès numidien a aussi été utilisés pour les établissements antiques. La célèbre mine du Nador a été exploitée par les romains qui en tiraient du plomb et du zinc. Un gisement d'antimoine a été utilisé à l'époque coloniale par la Compagnie des mines de La Lucette. Les sources thermales et artésiennes ont aussi été bien exploitées, par exemple à l’extrême sud Est de Bouchegouf, sur la commune de Hammam N'Bail, une source thermale, qui sort aujourd’hui à 150 mètres environ en contrebas et forme un nouveau dépôt de carbonate de chaux. La source supérieure avait été captée par les romains pour alimenter le long de la voie romaine un magnifique établissement de bains (aujourd'hui en ruines).
La plaine de la Seybouse offre les terrains les plus fertiles, où les  cultures sont plus variées et plus riches : céréales, tabac, vigne, légume, arbres fruitiers, oliviers, ce que marque la présence d'exploitations agricoles, huileries et fermes de l'époque antique.

## Historique des recherches
Les recherches archéologiques sur la région de Bouchegouf remontent au XIXe siècle. Il s'agit de notes, plus que d'études, provenant des officiers de l'armée française qui avaient l'opportunité d'explorer librement le territoire algérien en collaboration avec des civils provenant des secteurs administratifs et scolaires. On les doit à Charles de Vigneral, Chassaigne et Levistre résument les résultats de fouilles entreprises aux dolmens de Nador et de l’oued Frarah. Reboud et Mercier ont publié plusieurs notes sur la région. Mougel, correspondant de l'Académie d'Hippone, vécut une quinzaine d'années à Duvivier (Bouchegouf) avant 1894. Responsable administratif à la curie, il a effectué plusieurs prospections dans la région, publiant dans le Bulletin de l'Académie d'Hippone. St. Gsell a publié un nombre important d’inscriptions de la région de Bouchegouf et de ses environs.
Analysant les données géomorphologiques, le territoire de Bouchegouf fut stratégique pour le réseau routier antique et l’établissement humain. Sa position géographique stratégique pour le transport, se présente sous forme d’un nœud où les principales routes antiques (Hippone Thagaste, Hippone Tifeche) se rencontraient.
La confluence des deux cours d’eau (Oued Mellah et Seybouse) offraient une ressource hydrique et une possibilité de transport de marchandises. Le territoire est riche de traces archéologique témoins de sa productivité agricole (oléiculture, céréales).
Les recherches archéologiques effectuées à cette époque, incomplètes et désormais dépassées, ont été menées dans une logique colonialiste et sélective. Les notices archéologiques étaient faites sur la base de signalements sporadiques et de découvertes fortuites. Les prospections étaient ponctuelles et basées sur le critère de monumentalité, avec un intérêt principalement philologique pour le matériel épigraphique.
En effet, la richesse du territoire en matière de patrimoine épigraphique antique reste inexploitée ; elle n’a pas fait l’objet d’une lecture organique et territoriale. Une relecture pluridisciplinaire de ces inscriptions dans une logique territoriale rapportée aux traces archéologiques encore existantes permettrait de mieux comprendre le statut social et juridique de la zone, surtout avec la présence de noms locaux et préromains (nota) qui portent à croire à une interaction fervente entre cultures locales et culture romaine.
L’intention est de reprendre en main le matériel publié jusqu’à présent et de le confronter avec une prospection systématique du territoire qui porterait à la documentation détaillée des sites archéologiques, du réseau de communication en rapport avec les données géomorphologiques, pédologiques, et géologiques. L’ensemble de ces investigations permettrait de comprendre la répartition de l'établissement humain dans la région en analysant l'exploitation et l'occupation du sol et les systèmes socio-économiques engendrés.